# Samotracia
Samotracia (in greco Σαμοθράκη?, Samothràki, in turco: Semadirek) è un'isola greca situata nel mar Egeo settentrionale a nord est dell'isola di Lemno, a circa 40 km dalla costa della Tracia e a pochi chilometri dalla linea di confine con la Turchia, il cui territorio più vicino è l'isola di Imbro.

## Geografia fisica
L'isola ha una superficie di 178 km² e una popolazione di 2 879 abitanti, secondo il censimento del 2011.
Vive di un'economia prevalentemente agricola, e non è particolarmente assediata da traffico turistico, anche se è molto apprezzata dai pescatori subacquei.

## Storia

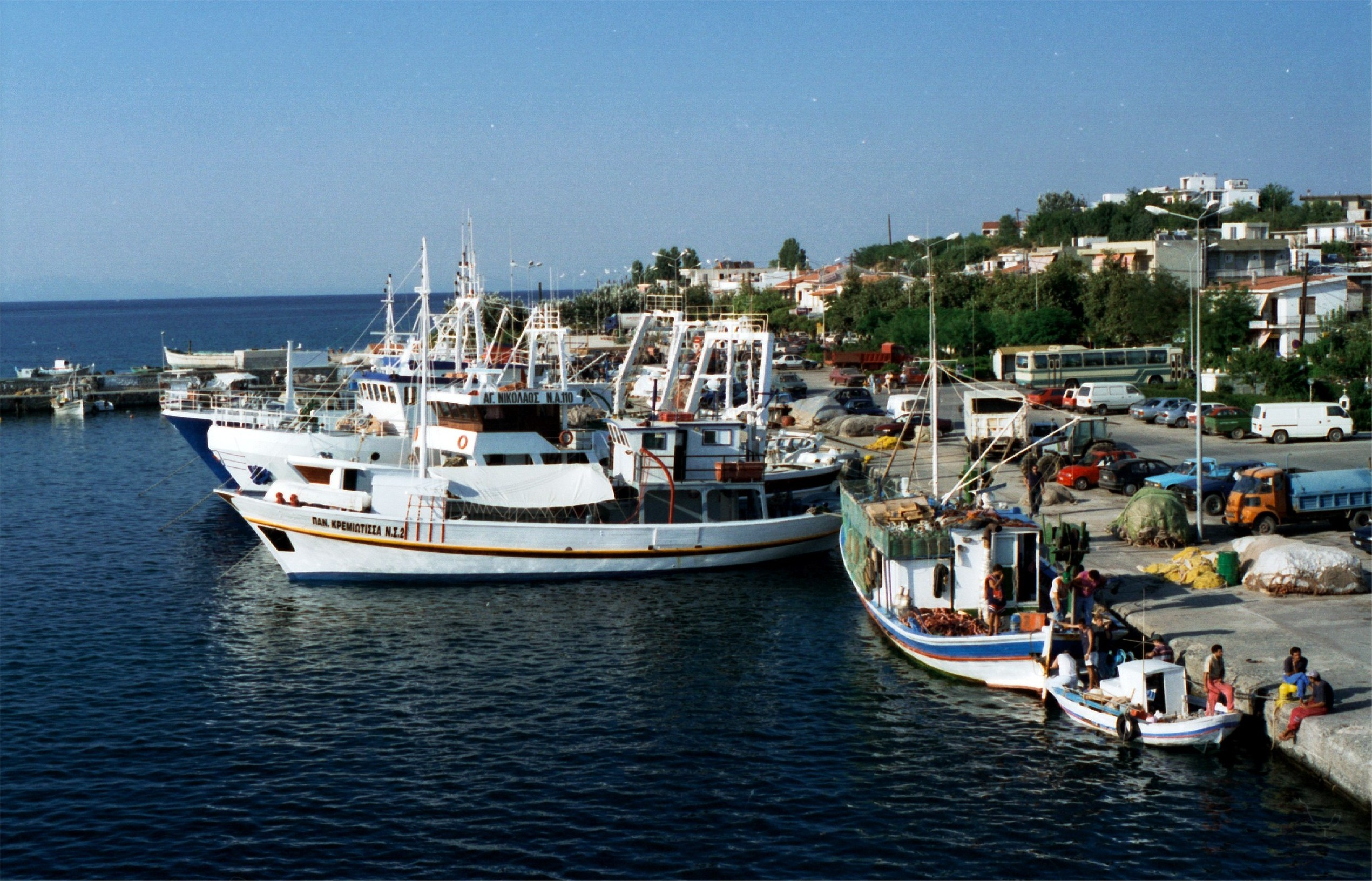
Il porto dell'isola nel 1998.

È conosciuta soprattutto per il Santuario dei Grandi Dei di Samotracia, da cui proviene la famosa statua della Vittoria alata, nota come Nike di Samotracia.

## Amministrazione
Dal punto di vista amministrativo, l'isola di Samotracia costituisce un comune nella periferia della Macedonia orientale e Tracia (unità periferica di Evros) con 2 723 abitanti secondo i dati del censimento 2001.
Dal 20 maggio 2016 il Municipio di Samotracia è gemellato con il Municipio di Roma I Centro (centro storico - ex I e XVII di Roma Capitale).

### Località
Nell'isola sono presenti i seguenti centri abitati (popolazione nel 2001):
- Alonia (pop. 251)
- Ano Karyotes (15)
- Ano Meria (58)
- Dafnes (11)
- Kamariotissa (969)
- Kato Karyotes (37)
- Katsampas (12)
- Lakkoma (329)
- Makrylies (9)
- Mpaxedes (0)
- Pahia Ammos
- Palaiopoli (25)
- Potamia (3)
- Profitis Ilias (214)
- Remboutsadika
- Samotracia/Samothraki (677)
- Therma (74)
- Xiropotamos (39)

## Luoghi di interesse
- Monte Fengari

## Società

### Evoluzione demografica
Negli ultimi censimenti la popolazione dell'isola è stata la seguente:
| Anno | Popolazione |
| ---- | ----------- |
| 1981 | 2 871       |
| 1991 | 3 083       |
| 2001 | 2 723       |
| 2011 | 2 879       |